# Michael Everson
Michael Everson (Norristown (Pennsylvania, VS), 9 januari 1963) is een Iers taalkundige en een expert in schriftsystemen. Hij is van Amerikaanse komaf.

## Levensloop
Everson woonde vanaf zijn twaalfde in Tucson, Arizona. Belangstelling voor de boeken van J.R.R. Tolkien dreef hem in eerste instantie naar Oudengels en later naar Germaanse talen. Hij studeerde Duits, Spaans en Frans voor zijn B.A. aan de Universiteit van Arizona (1985) en godsdienstgeschiedenis en Indo-Europese talen voor zijn M.A. aan de Universiteit van Californië - Los Angeles (1988). Hij emigreerde naar Dublin in 1989, en was een Fulbright Scholar aan de faculteit van Keltische studies, University College Dublin (1991). Hij is tot Ier genaturaliseerd in 2000. In februari 2018 verhuist hij naar Dundee, Schotland.

## Werkzaamheden
Hij ondersteunt minderheidstalen, in het bijzonder op het gebied van tekentabellen, standaardisering en internationalisering. Everson is een van de auteurs van de Unicode-standaard en redacteur voor ISO/IEC 10646. Hij is onder meer linguïst en typograaf. Ontwerpt in die functie lettertypes. Veel heeft hij bijgedragen aan het coderen van veel geschreven en computertekens.
Samen met John Cowan is verantwoordelijk voor de ConScript Unicode Registry, een project met als doel het in kaart brengen van schriften die nog niet zijn opgenomen in Unicodes Private Use Area. Everson houdt zich specifiek bezig met codevoorstellen, zoals Egyptische hiërogliefen, Tengwar en Cirth.
De Unicode -Bulldog prijs is in 2000 aan hem toegekend vanwege zijn technische bijdragen aan ontwikkeling en promotie van de Unicode-standaard. Actief op het gebied van praktische toepassingen, verwerft Everson voor vele talen informatie. Van ondersteuning voor het Iers en andere Keltische talen tot minderheidstalen in Finland. In 2003 is hij door de United Nations Development Programme aangesteld een rapport te maken over de computerfaciliteiten in Pashto, Dari en Oezbeeks op verzoek van het ministerie van communicatie in de Afghaanse overgangsregering. Hij heeft een warme belangstelling in lettertypeontwerp in het algemeen en Gaelische typografie in het bijzonder. Hij heeft een fikse kluif aan het redigeren van Ierstalige drukwerken.
Everson is actief betrokken geweest in het coderen van de volgende schriftsoorten:
- Balinees -- Braille -- Buginees -- Buhid-- Canadees Aboriginal -- Cherokee -- Cuneiform -- Cypriotisch
- Deseret -- Ethiopisch -- Fenicisch -- Georgisch -- Glagolitisch -- Gotisch
- Hanunóo -- Khmer -- Koptisch -- Limbu -- Lineair B -- Mongools -- Myanmar
- Nieuw Tai Lue -- N'Ko -- Ogham -- Oud Italiaans -- Oud Perzisch -- Osmanya -- Runen
- Shavi -- Sinhala -- Tagalog -- Tagbanwa -- Tai Le -- Thaana -- Tibetaans -- Ugaritisch -- Yi

Bovendien veel tekens van Latijns, Grieks, Cyrillisch, en Arabisch schrift.

## Volapük
Everson is een moderne voorvechter van de internationale hulptaal Volapük, die in de 19de eeuw zeer succesvol is geweest, maar tegenwoordig nauwelijks meer wordt gebruikt. Sinds 1 juli 2012 is hij lid van de Kadem Bevünetik Volapüka ("Internationale Volapükacademie"). Hij redigeerde en publiceerde diverse nieuwe werken over deze taal, onder meer een woordenboek.